# Gryllacris hantusi
Gryllacris hantusi är en insektsart som beskrevs av Griffini 1909. Gryllacris hantusi ingår i släktet Gryllacris och familjen Gryllacrididae. Inga underarter finns listade i Catalogue of Life.